# Sclerophrys vittata
Espèce
Synonymes
- Bufo vittatus Boulenger, 1906
- Amietophrynus vittatus (Boulenger, 1906)

Statut de conservation UICN

 DD  : Données insuffisantes
Sclerophrys vittata est une espèce d'amphibiens de la famille des Bufonidae.

## Répartition
Cette espèce est endémique d'Ouganda. Elle se rencontre de Lira vers le Sud à Entebbe et vers le Sud-Ouest à la forêt impénétrable de Bwindi. 
Les échantillons provenant de l'Égypte ont été décrits comme une nouvelle espèce Amietophrynus kassasii mais Robert Mills Tandy considère toujours que cette espèce est présente à travers la vallée du Nil jusqu'à l'Égypte.

## Description
Dans sa description Boulenger indique que le spécimen en sa possession, une femelle, mesure 37 mm. Son dos est brun roux et présente six bandes longitudinales discontinues. Son ventre est rouge brique clair et est marqué de grandes taches grisâtres.

## Publication originale
- Boulenger, 1906 : Additions to the herptetology of British East Africa. Proceedings of the Zoological Society of London, vol. 1906, no 2, p. 570-573 (texte intégral).